# Joanis Plakiotakis
Joanis Plakiotakis, gr. Ιωάννης Πλακιωτάκης (ur. 10 lipca 1968 w Atenach) – grecki polityk, inżynier i samorządowiec, parlamentarzysta krajowy, wiceminister obrony narodowej (2007–2009), pełniący obowiązki przewodniczącego Nowej Demokracji (2015–2016), minister do spraw wysp i żeglugi (2019–2023).

## Życiorys
Absolwent inżynierii biochemicznej na Uniwersytecie Walijskim. Uzyskał magisterium w tej dziedzinie na Uniwersytecie Londyńskim, a także w zakresie zarządzania przedsiębiorstwem na City University. Pracował jako inżynier, zajął się także działalnością biznesową.
W 1987 wstąpił do Nowej Demokracji. W latach 1990–2002 działał w samorządzie miejscowości Sitia. W 2004 po raz pierwszy został wybrany do Parlamentu Hellenów z okręgu Lasiti. Reelekcję uzyskiwał w 2007, 2009, maju 2012, czerwcu 2012, styczniu 2015, wrześniu 2015, 2019, maju 2023 i czerwcu 2023.
W 2007 objął stanowisko wiceministra obrony narodowej, które zajmował do 2009. Był później sekretarzem frakcji poselskiej partii. W listopadzie 2015 Wangelis Meimarakis mianował go wiceprzewodniczącym partii, po jego rezygnacji w tym samym miesiącu Joanis Plakiotakis został pełniącym obowiązki przewodniczącego Nowej Demokracji. Ugrupowaniem kierował do stycznia 2016, gdy na czele ugrupowania stanął Kiriakos Mitsotakis. W lipcu 2019 lider ND powierzył mu funkcję ministra do spraw wysp i żeglugi; stanowisko to zajmował do maja 2023.